# Cesare Magistrini
Cesare Magistrini (Maggiora, 26 gennaio 1895 – Maggiora, 26 ottobre 1958) è stato un ufficiale e aviatore italiano, pluridecorato con medaglia d'argento al valor militare. Asso dell'aviazione da caccia, è accreditato di 6 abbattimenti durante la prima guerra mondiale.

## Biografia
Dopo aver servito per breve tempo nella 2ª Squadriglia(Parasol), il 1º agosto 1916 Magistrini fu trasferito alla 78ª Squadriglia presso la quale, dopo essere stato gravemente ferito il 10 maggio 1917 nel cielo di Podgora, guadagnò la promozione a sergente e la sua prima medaglia d'argento al valor militare. Durante la sua permanenza nella 78ª, Magistrini ottenne 3 vittorie, di cui una ufficiale volando con il Nieuport 17 il 17 giugno successivo su Forte Campo Luserna e due non confermate. Il 1º novembre fu nuovamente trasferito, questa volta nella famosa Squadriglia degli assi, comandata da Francesco Baracca. 
Il 7 dicembre successivo, in occasione della sua quarta vittoria ufficiale, ottenne la seconda medaglia d'argento. In tutto, Magistrini totalizzò 10 vittorie, di cui 6 ufficiali, ottenendo così la qualifica di asso il 17 maggio 1918 abbattendo assieme a Guido Nardini e Gastone Novelli (aviatore) l'Albatros D.III dell’asso austriaco Franz Gräser della Flik 61J a Pero, frazione di Breda di Piave; a conflitto terminato, sfruttò le sue doti aviatorie lavorando come pilota per la Transadriatica, la SAM e l'Ala Littoria.
Allo scoppio della seconda guerra mondiale, Magistrini riprese servizio nei Servizi Aerei Speciali, adibiti al trasporto di materiale bellico. Dopo la guerra, riprese nuovamente il lavoro come pilota di aerei civili, prima per il Re dello Yemen, poi per l'Egyptian Airlines.
Durante la sua carriera Magistrini volò per 22 000 ore, totalizzando più di 2 milioni di chilometri percorsi.